# Lucien Bouchardeau
Lucien Bouchardeau (Niamei, 18 de dezembro de 1961 – Niamei, 20 de fevereiro de 2018) foi um árbitro de futebol nigerino.

## Carreira como árbitro
Filiado à FIFA desde 1994, Bouchardeau apitou jogos das Olimpíadas de 1996 e da Copa das Confederações de 1997, além de ter integrado o quadro de árbitros em 2 edições da Copa Africana de Nações (1996 e 1998).
Na Copa de 1998, apitou o jogo entre Itália e Chile, pela primeira rodada da fase de grupos. La Roja vencia por 2 a 1 quando Bouchardeau marcou pênalti de Ronald Fuentes, quando Roberto Baggio cruzou para a área e a bola bateu, involuntariamente, no braço do zagueiro.
Criticado pelos chilenos, o árbitro foi afastado da Copa e, em 2007, já aposentado, admitiu o erro numa entrevista, pedindo desculpas ao país.

## Morte
Bouchardeau morreu em 20 de fevereiro de 2018, aos 56 anos, vitimado por problemas cardíacos.

## Links
- Perfil de Bouchardeau